# 埼玉県道321号西金野井春日部線

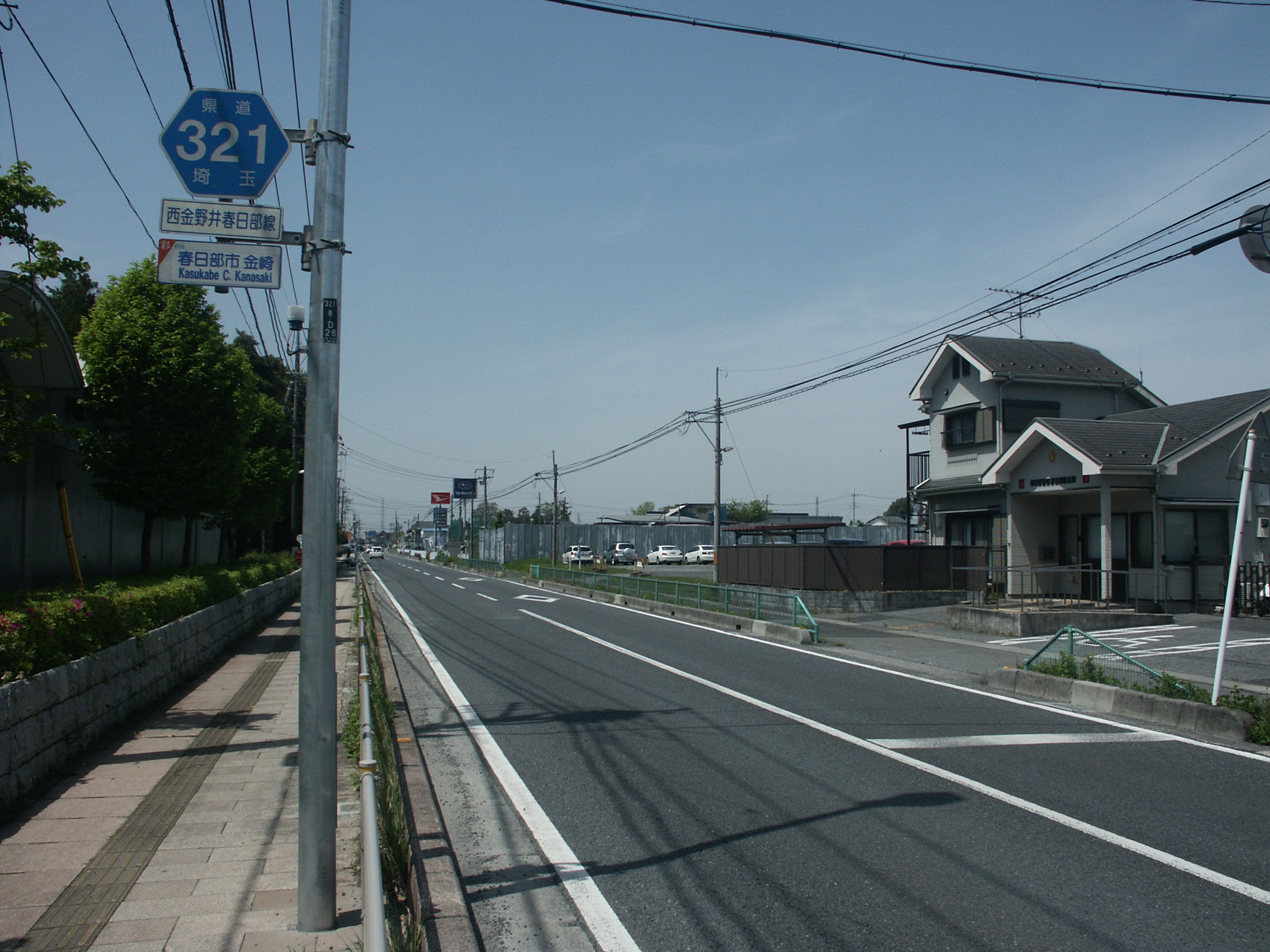
春日部市金崎付近

埼玉県道321号西金野井春日部線（さいたまけんどう321ごう にしかなのいかすかべせん）は、埼玉県春日部市内を結ぶ都道府県道である。

## 路線概要
- 起点：埼玉県春日部市西金野井（国土交通省江戸川河川事務所江戸川上流出張所付近）
- 終点：埼玉県春日部市樋籠（ひろう）（埼玉県道10号春日部松伏線交点）

## 通過する自治体
- 埼玉県
  - 春日部市

## 交差する主な道路
- 埼玉県道42号松伏春日部関宿線「辻橋交差点」
- 国道4号春日部古河バイパス「庄和インター北交差点」
- 埼葛広域農道
- 国道16号「下柳(西)交差点」
- 埼玉県道10号春日部松伏線「牛島交差点」

## 沿線
- 国土交通省江戸川河川事務所江戸川上流出張所
  - 庄和排水機場
  - 首都圏外郭放水路管理支所
  - 龍Ｑ館
- 埼玉県立庄和高等学校
- 庄和総合公園
- 春日部市役所庄和総合支所
- 春日部市立庄和図書館
- 庄和郵便局
- 春日部市立南桜井小学校